# Osaka University of Health and Sport Sciences

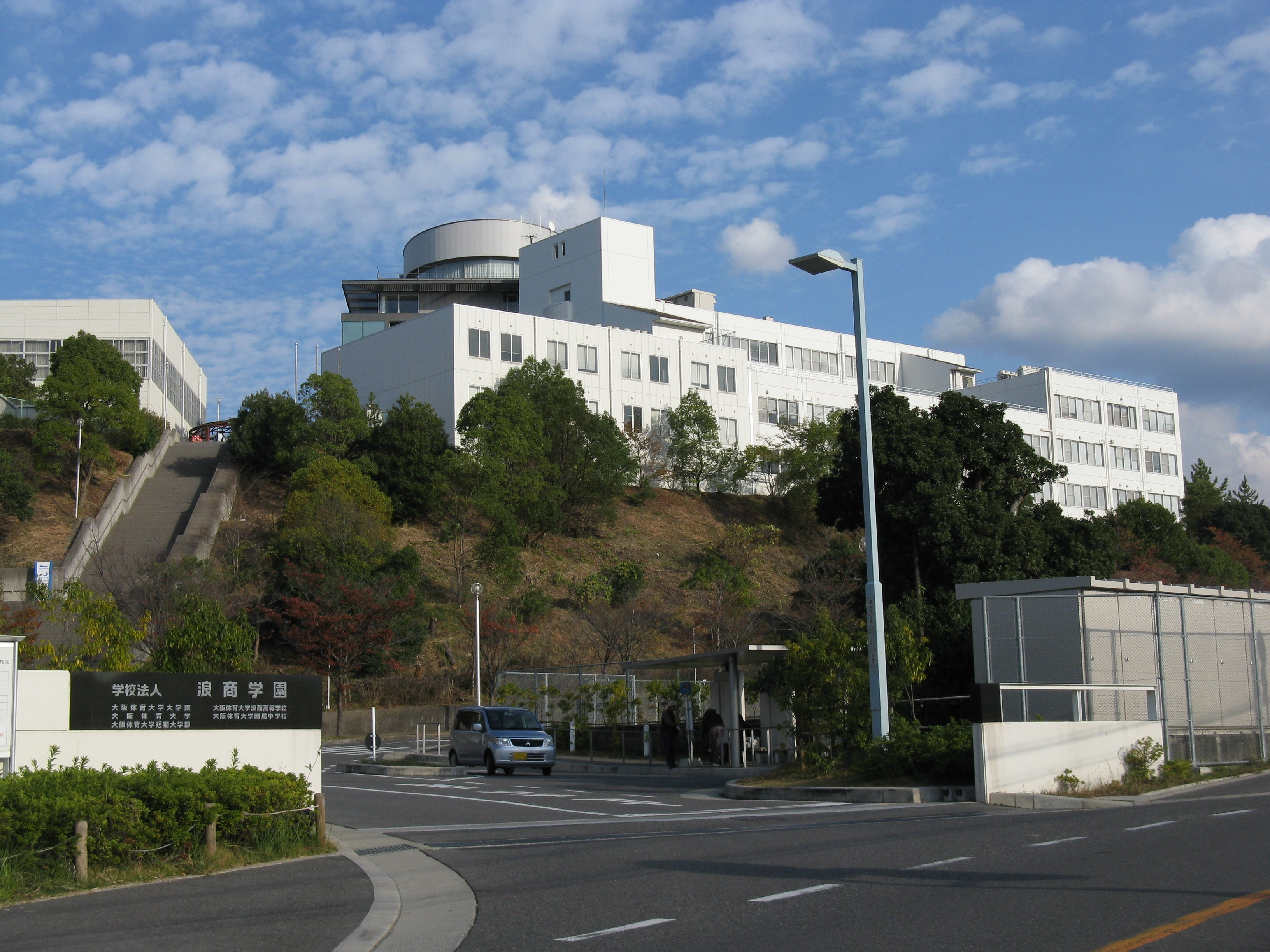
Osaka University of Health and Sport Sciences

Osaka University of Health and Sport Sciences ist die englische Übersetzung der Ōsaka taiiku daigaku (jp. 大阪体育大学, etwa „Sporthochschule Osaka“), einer privaten japanischen Universität in Kumatori im Landkreis Sennan der Präfektur Osaka.

## Geschichte und Hintergrund
Ein indirekter Vorläufer entstand 1921 im Bezirk Tennōji der Stadt Osaka.
Die Universität wurde 1965 in der Stadt Ibaraki unter bereits dem heutigen Namen gegründet. Die englische Eigenübersetzung war damals Osaka College of Physical Education. 1989 verlegte die Hochschule ihren Sitz nach Kumatori und die englische Übersetzung wurde geändert. Anfangs standen im Bereich der Sportwissenschaft insbesondere Aspekte von Gesundheits- und Bewegungswissenschaft im Vordergrund, später kamen weitere Aspekte wie Sportökonomie und im Zuge der Vertiefung der Lehrerausbildung Pädagogik hinzu.
Neben der Ausbildung bietet die Universität umfangreiche Sportstätten als Innen- und Außensportanlagen an, darunter Tennisplätze, ein Baseballfeld, sechs Sporthallen, ein Hallenbad, ein Leichtathletikfeld und ein Fußballfeld. Außerdem gibt es einen Raum für Athletiktraining und eine Klinik.
An der Hochschule studierten einige der renommiertesten Sportler Japans, die als Teil der Universitätsmannschaften in Einzel- oder Mannschaftssportarten für ihre Wettkämpfe trainierten. 